# Łysina (Zimny Dół)

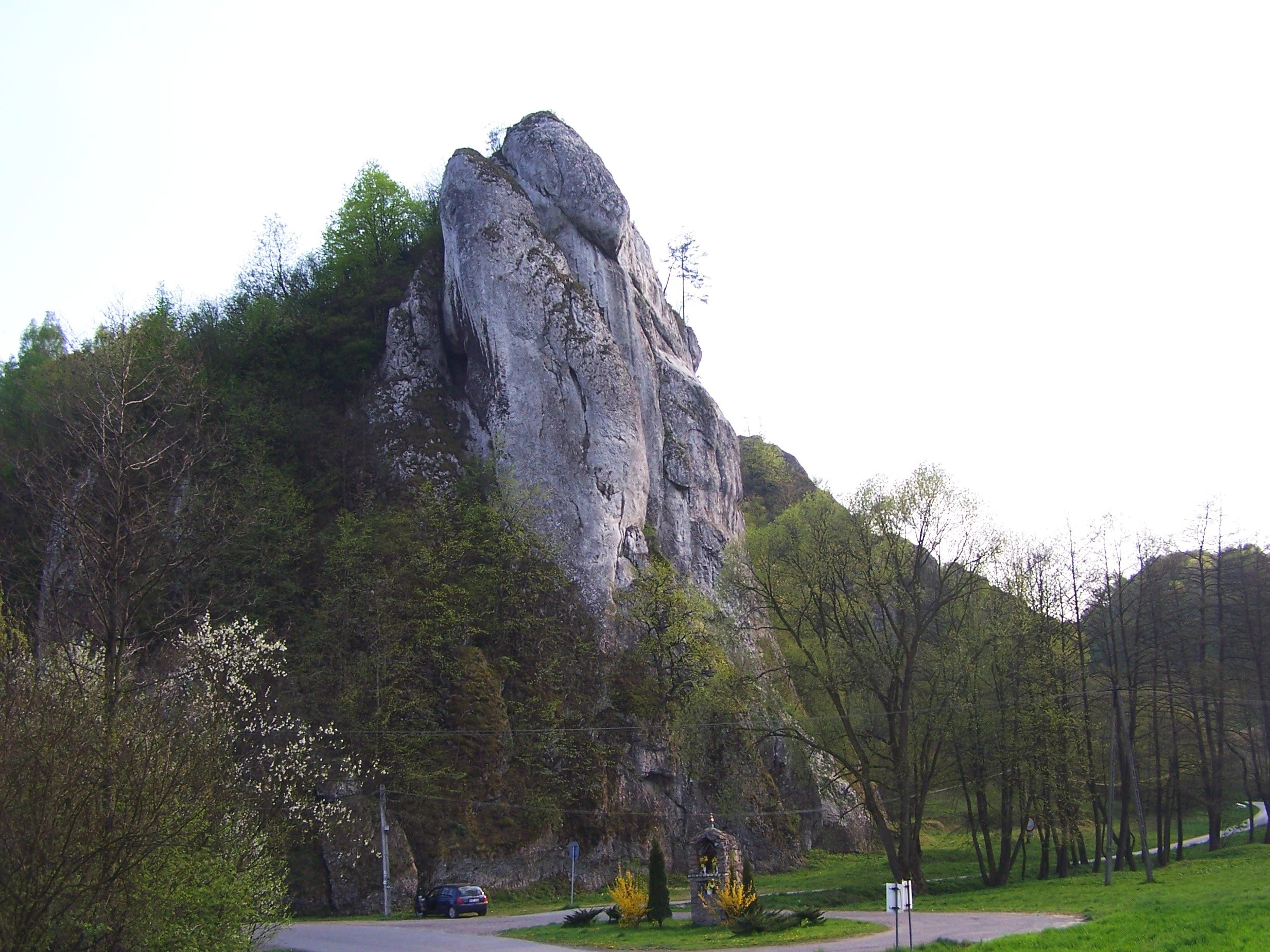

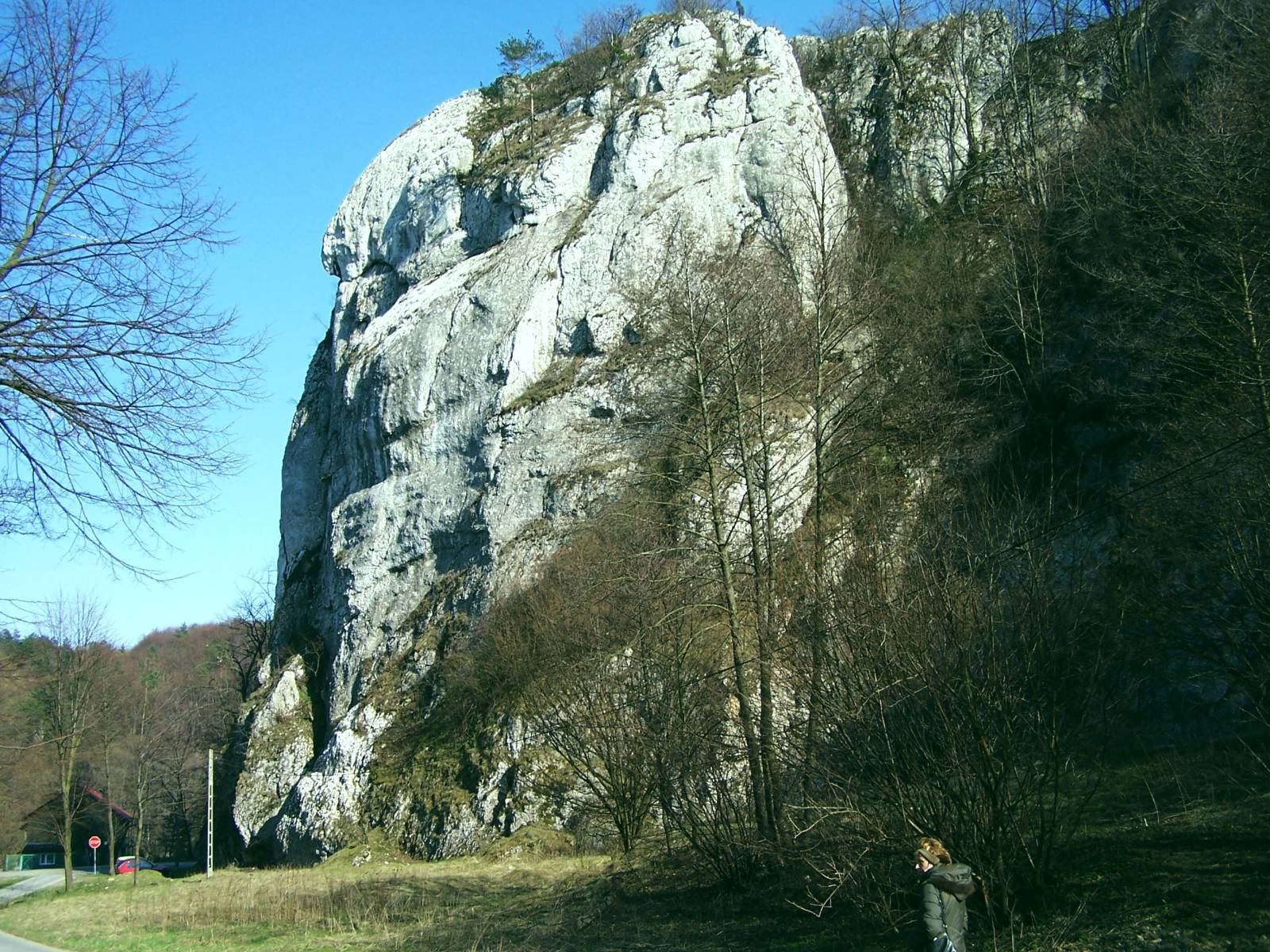

Łysina – skała u wylotu doliny Zimny Dół do Doliny Sanki na Garbie Tenczyńskim. Znajduje się we wsi Czułów w województwie małopolskim, w powiecie krakowskim, w gminie Liszki. Jest dobrze widoczna z drogi. Pod skałą znajduje się niewielkie miejsce parkingowe. 
Łysina zbudowana jest z twardych wapieni. Uprawiana jest na niej wspinaczka skalna. Skała ma wysokość 55 m, ściany pionowe lub przewieszone z filarami, kominami i zacięciami. Występuje  na niej kruszyzna, podczas wspinaczki należy więc uważać, gdyż pod ścianą mogą znajdować się ludzie i samochody. Na północno-zachodniej i wschodniej ścianie jest 15 dróg wspinaczkowych o trudności IV – VI.4+ w skali Kurtyki. Jest też jeden projekt.  Niemal wszystkie drogi mają zamontowane punkty asekuracyjne w postaci ringów (r) i stanowisk zjazdowych (st).

## Drogi wspinaczkowe
1. Irmince VI>4+, 6r + 2st, 15 m
2. Komin Skwirczyńskiego V, 4r + 3st, 55 m
3. Projekt 5r + 3st,
4. Przedziałek V, 5r + st, 12 m
5. Wpół do komina IV, 3r + st, 6 m
6. Droga imienia Wienia Koguta VI+/1, 7r + 2st, 20 m
7. Pacyfida VI.1, 8r + 2st, 20 m
8. Grzebyczek V, 4r + st, 12 m
9. Atlantyda VI.1+, 6r + 2st, 25 m
10. Wimbledon VI.3+, 14r + st, 30 m
11. Uciekający horyzont V+, 5r + 2st, 15 m
12. Na wysokim niebie chmurka chmurkę VI.1, 5r + 2st, 12 m
13. Steffi Grass V.+, 6r + 2st, 15 m
14. Andre Agrassi V+, 6r + 2st, 15 m
15. Cech rzemiosł różnych VI-, 19r + 2st, 55 m
16. Syndrom póły VI+/1, 19r + 2st, 55 m

Tuż za Łysiną znajduje się ściana nieczynnego Kamieniołomu w Zimnym Dole. Uprawiany jest na niej drytooling.